# Chrysopilus waigiensis
Chrysopilus waigiensis är en tvåvingeart som först beskrevs av Jacques-Marie-Frangile Bigot 1887.  Chrysopilus waigiensis ingår i släktet Chrysopilus och familjen snäppflugor. Inga underarter finns listade i Catalogue of Life.